# أكرم عبد ربه
أكرم عبد ربه عطا الله لاعب كرة قدم مصري، حاليًا يلعب لنادي فاركو بعد أن انضم للفريق بفترة الانتقالات الشتوية في 28 يناير 2017 بعقد يمتد لموسمين ونصف، وقد لعب لنادي الاتحاد السكندري من 2013 إلى 2016 ، ثم انضم لنادي طنطا في 3 أغسطس 2016 ، ولكن قرر الجهاز الفني لنادي طنطا بقيادة خالد عيد التراجع عن ضمه وذلك بسبب عدم جاهزية اللاعب الطبية، وأبلغ الجهاز الإداري للنادي اللاعب بفسخ تعاقده مع النادي وهو ما تقبله اللاعب الذي تمنى التوفيق للنادي في مشواره ببطولة الدوري الممتاز.

## روابط خارجية
- أكرم عبد ربه على موقع قاعدة بيانات كرة القدم.إي يو (الإنجليزية)
- أكرم عبد ربه على موقع Soccerway.com (الإنجليزية)

- أكرم عبد ربه